# Zona Centro-Sur de São Paulo

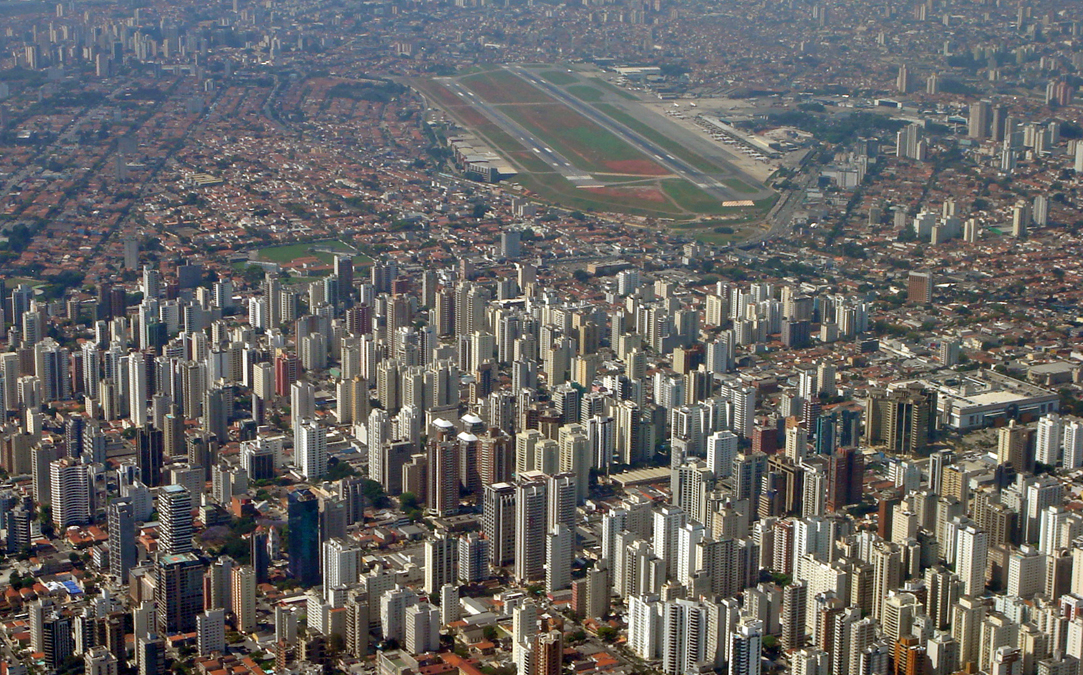
Zona Centro-Sur De Sao Paulo.

La Región Centro-Sur de São Paulo (en portugués Região Centro-Sul de São Paulo) es una región administrativa establecida por el gobierno municipal de la ciudad de São Paulo, abarcando las subprefecturas de Santo Amaro, Vila Mariana y Jabaquara. De acuerdo con el censo de 2000, tiene una población de 731.758 habitantes y una renta media por habitante de R$ 3.388,50., siendo la región de mayor renta per cápita de la ciudad.